# Úpský přivaděč
Der Úpský přivaděč ist ein Zuleitungskanal in Tschechien. Er leitet Wasser aus der Úpa in den Stausee Rozkoš.

## Verlauf
Der Kanal zweigt südöstlich des Schlosses Ratibořice im Babiččino údolí am Wehr Zlíč linksseitig von der Úpa ab.
Anfänglich führt er mit südöstlicher Richtung in das Dorf Zlíč und wird dabei zuvor auf einem Aquädukt über den Bach Olešnice geleitet. Danach nimmt der Aupa-Überleiter eine südliche Richtung und verläuft am östlichen Stadtrand von Česká Skalice zum Stausee Rozkoš. Auf diesem Abschnitt wird der Kanal von vier Straßen, darunter der Silnice I/33, sowie der nach Polen führenden Bahnstrecke Jaroměř–Lubawka überquert.
Das Kanalbett hat ein doppelt trapezförmiges Profil und ist in der Sohle mit Beton befestigt. Der Úpský přivaděč hat ein Gefälle von 0,75 ‰; die maximale Durchflussmenge beträgt 150 m³/s.

## Geschichte
Erste Überlegungen zum Bau einer Talsperre am Bach Rozkoš entstanden 1923, bereits zu dieser Zeit war ein Zuleiter von der Úpa angedacht. Bestandteil des 1939 erarbeiteten Generalprojektes für die Talsperren Rozkoš und  Peklo  sowie das Pumpspeicherwerk in Domkov war auch die Errichtung eines Wehres und Wasserkraftwerkes an der Úpa bei Zlíč und eines Zuleiters zum Stausee Rozkoš. 1952 wurden die im Jahr zuvor begonnenen Vorarbeiten zu dem Projekt wegen ungenügender Vorbereitung wieder abgebrochen.
Nachdem 1960 ein neuer, auf die Talsperre Rozkoš, das Úpa-Wehr und den Zuleiter reduzierter Investitionsplan bewilligt worden war, erfolgte in den Jahren 1965 bis 1972 der Kanal- und Talsperrenbau. Das für eine zweite Bauphase zurückgestellte Wasserkraftwerk am Úpa-Wehr bei Zlíč wurde nie realisiert.